# Nhân vật phụ của Hetalia: Axis Powers
Dàn nhân vật phụ trong anime/manga Hetalia: Axis Powers cực kì hùng hậu. Sau đây là những quốc gia hay được nhắc đến nhất ngoài khối Phát xít và Đồng Minh. Phần giới thiệu sẽ dùng tên người của họ thay tên quốc gia.

## Châu Mĩ

### Canada
Tên quốc gia: Canada
Quốc kỳ: 
Thủ đô: Ottawa
Ngôn ngữ: Tiếng Anh, Tiếng Pháp
Sinh nhật: 1/ 7
Quốc thụ & Quốc hoa: Cây phong, lá phong đỏ
Tên người: Matthew Williams
Tuổi: 19
Seiyuu: Konishi Katsuyuki
Em trai sinh đôi của Alfred F. Jones (Mĩ) nhưng tính khí hoàn toàn trái ngược với người anh ồn ào, Matthew khá nhút nhát, nhạy cảm, ghét xung đột, có lẽ do cậu từng được Francis (Pháp) nuôi dưỡng một thời gian trước khi thuộc quyền bảo hộ của nước Anh. Tuy thế, chẳng hiểu vì sao mọi người hay nhầm lẫn cậu với Alfred (Mĩ), báo hại bao nhiêu lần Matthew phải chịu đòn oan thay cho ông anh của mình. Thật vậy, hầu như mọi người đều quên mất cậu là ai, thậm chí không biết cậu có tồn tại hay không nữa, từ anh trai cậu là Alfred đến người đã nuôi nấng cậu từ nhỏ là Arthur (Anh). Tuy là một người thụ động và có phần chậm chạp, lại không dám chống lại anh trai, vì mỗi lần cậu chỉ định góp ý nho nhỏ là y như rằng... Alfred hóa thân thành một tên "sát nhân cuồng loạn" cầm cưa máy quơ lung tung, nhưng cũng có vài lần Matthew làm anh trai phải ngồi khóc trong những đợt hai anh em cãi nhau, vì khi kể về những tật xấu của nhau, Alfred chỉ nói được vài câu về cậu, còn cậu thì nói suốt 3 tiếng đồng hồ và sẽ còn hơn thế nữa nếu Arthur không bảo cậu dừng lại. Dù nhìn bên ngoài, hai anh em chẳng mấy thuận hòa, xét về một góc độ nào đó thì Matthew vẫn rất quan tâm đến anh, nhiều lần cậu đã làm đồ ăn vặt cho cả hai anh em.
Matthew còn nuôi một chú gấu bắc cực biết nói tên là Kumajirou, một con gấu không bao giờ nhớ chủ mình là ai trong khi chính người chủ cũng hay lầm tên thú cưng (câu duy nhất Kumajiro nói là "Ai đây?"). Trước khi được Anh bảo hộ, Matthew thuộc quyền của Pháp, vì thế, Francis có vẻ là người duy nhất nhớ đến Matthew và phân biệt được cậu với Alfred.

### Cuba
Tên quốc gia: Cộng hòa Cuba
Quốc kỳ: 
Thủ đô: La Habana ( Havana)
Ngôn ngữ: Tiếng Tây Ban Nha
Sinh nhật: 20/ 5
Quốc hoa: Gừng
Tên người: Chưa có
Tuổi: Chưa biết
Seiyuu: Takahashi Hiroki
Một người to lớn khỏe mạnh, vui vẻ, hào hiệp. Cuba hay hút một điếu xì gà và rất thích ăn kem lạnh, dù gần đây anh phải đối mặt với vấn đề trọng lượng dư thừa. Cuba cực kì căm ghét nước Mỹ (rõ ràng tình hình "hữu nghị" giữa hai nước này không được khả quan cho lắm) nhưng lại là bạn tốt với Matthew, nước Canada - người mà anh nhiều phen lầm sang Alfred và đánh cậu để trả hận.
Tên người mà Himaruya dự định đặt cho Cuba là Máximo, Juan, Ericemdo, và Carlos, họ của anh là Machado.

## Châu Á
Trong gia đình châu Á, chưa ai xuất hiện chính thức trên anime Hetalia ngoài Trung Quốc, Nhật Bản, Hồng Kông. Cuối năm 2009, đã có thêm hai nước châu Á mới xuất hiện là Thái Lan và Việt Nam. Tuy nhiên, hai nhân vật này mới chỉ được Himaruya phác thảo sơ. Tháng 8 năm 2011, Himaruya chính thức giới thiệu 2 nhân vật này trong tập 4. Năm 2021, Himaruya chính thức giới thiệu thêm 4 nhân vật mới Philippines, Indonesia , Singapore , Malaysia 

### Hồng Kông
Tên quốc gia: Đặc khu hành chính Hồng Kông thuộc Cộng hòa Nhân dân Trung Hoa
Quốc kỳ: 
Ngôn ngữ: Tiếng Anh, tiếng Trung
Sinh nhật: 1/ 7 (dự đoán)
Quốc hoa: Hoa lan Hoàng hậu
Tên người: Wang Jia Long (Wong Ka Lung theo tiếng Quảng Đông)
Tuổi: Chưa biết
Seiyuu: Takagi Motoki
Hồng Kông (Hongkong) được các fan ưu ái cho rằng là nhân vật nam điển trai và ngầu nhất trong số tất cả những nhân vật nam châu Á (có lẽ một phần là do cảnh sát Hồng Kông rất ngầu). Tuy chưa xuất hiện chính thức trong anime nhưng cậu đã được Motoki Takagi lồng tiếng trong Hetalia Fantasia (drama CD) và cũng được xuất hiện trong bảng profile trong Hetalia Volume 2, chất giọng của cậu pha lẫn tiếng Anh và tiếng Trung, với phương ngữ vùng Gyaru-o. Một số ít thông tin về Hồng Kông cho biết cậu là người ít nói, khó ai đoán được cậu nghĩ gì trong đầu. Điều đặc biệt làm cho Hồng Kông có sự khác biệt với các thành viên trong gia đình châu Á khác là lông mày của cậu rất "đặc trưng", dễ khiến ta liên tưởng đến Arthur của Anh. Dù sao thì Hồng Kông cũng từng được nước Anh bảo hộ gần 100 năm, hiện tại đã được trả về cho Trung Quốc. Tên "Hồng Kông" dịch ra tiếng Hán-Việt nghĩa là "Hương Cảng".
Nhiều nguồn tin bảo Hồng Kông bị Anh quốc "ám" nên thường hay cầm pháo hoa quăng về phía Arthur cho hả giận. Một số fanart vẽ cậu làm động tác "wish" và rất thích ăn bánh bao. Cậu cũng rất sợ bóng tối và ngưỡng mộ Lý Tiểu Long. Trong những bản cập nhật blog gần đây của tác giả Himaruya, dự đoán về "tên người" của cậu có thể sẽ là Wang Jia Long (Wong Ka Lung trong tiếng Quảng Đông) và Li Xiao Chun (Lei Siu Chun bằng tiếng Quảng Đông), tên tiếng Anh là Leon.

### Đài Loan
Tên quốc gia: Trung Hoa Dân Quốc, Trung Hoa Đài Bắc
Quốc kỳ: 
Thủ đô: Đài Bắc
Ngôn ngữ: Tiếng Trung
Sinh nhật: 25/ 10
Quốc hoa: Plum (hoa mận)
Tên người: Lin Yi Ling hoặc Xiao Mei
Tuổi: Không rõ, khoảng 15-16
Seiyuu: Yuki Kaida
Đài Loan (Đài Loan) là nhân vật nữ đầu tiên của gia đình châu Á - một cô gái rất thông minh, mạnh mẽ, xinh đẹp dù đôi khi hơi lo lắng thái quá. Đài Loan để tóc xõa dài, cài hoa và mặc trang phục truyền thống Trung Hoa. Khác với thực tế là từng bị Nhật Bản đô hộ, Đài Loan rất thích Honda Kiku và ghét Wang Yao của Trung Quốc, cô luôn muốn Yao để cô được yên vì thực tế, Đài Loan lâu nay tự coi mình ở tư thế độc lập như các quốc gia khác. Tuy nhiên, Trung Quốc lại không công nhận điều này mà coi Đài Loan như một tỉnh phản loạn, chờ ngày tái thống nhất với Hoa Lục. Mặc dù tác giả Himaruya đã công bố tên người chính thức cho Đài Loan, một số fan vẫn gọi cô là Meimei (nghĩa là "em gái" trong tiếng Trung, hay rút gọn Taiwan thành "Wan" hoặc "Wanwan"). Tuy chỉ xuất hiện trong một vài strip, có chút tí đất diễn trong anime, nhưng cô được Yuki Kaida lồng tiếng trong lượt xuất hiện của mình ở Character CD của Wang Yao, trong CD này, Đài Loan được mô tả là một cô gái rất dẻo miệng, nhanh nhảu và vui tươi.
Đài Loan trong Hetalia dường như rất gắn bó với Việt Nam, vì trong gia đình châu Á chỉ có 2 nhân vật này là nữ.

### Việt Nam
Tên quốc gia: Cộng hòa Xã hội Chủ nghĩa Việt Nam
Quốc kỳ: 
Thủ đô: Hà Nội
Ngôn ngữ: Tiếng Việt
Sinh nhật: 2/ 9
Quốc hoa: Hoa sen hồng chưa có chính thức
Tên người: Chưa có
Tuổi: Chưa biết
Việt Nam là một trong hai nhân vật nữ của châu Á, tuổi quốc gia khoảng 3000 năm. Đây là một cô gái trầm tĩnh, chững chạc, đầy nghị lực và kiên cường. Việt Nam được mô tả là "cứng đầu" do số lượng phụ nữ mạnh mẽ trong lịch sử Việt Nam. Cô ấy tỏ ra hơi ngại ngùng khi nói về ngoại hình của mình. Việt Nam mặc áo dài xanh lá cây, tóc buộc đuôi ngựa, có đôi mắt rất đẹp màu nâu vàng, đội nón lá và luôn cầm theo một cái mái chèo gỗ có bọc sắt ở đầu. Trong lần xuất hiện tại mới nhất World ☆ Stars , cô mặc đồng phục hải quân Việt Nam, đeo găng tay đen và cầm nón lá.
Việt Nam đã xuất hiện chính thức trong manga ở tập 4 và một số fanservice do Himaruya làm. Việt nam lần đầu xuất hiện anime trong Surprise Halloween: World Twinkle 2011 được tổ chức tại nhà của Alfred (Mỹ), Cô đã giành giải nhất với bộ đồ robot (TOPIO). Lần thứ hai được xuất hiện là ở tập 1 Hetalia: World Stars khi cô ngồi kế bên Hungary trên ghế khán đài tại hội nghị thế giới. Fan quốc tế thường gọi cô là Vietnam-chan hoặc Viet-chan, riêng fan Hetalia ở Nhật Bản lại gọi cô là "Betonamu-chan" hoặc "Koshi-chan" do cách phát âm của người Nhật. .

### Thái Lan
Tên quốc gia: Vương quốc Thái Lan
Quốc kỳ: 
Thủ đô: Bangkok
Ngôn ngữ: Tiếng Thái
Sinh nhật: Chưa rõ
Quốc hoa: Muồng hoàng yến
Tên người: Chưa biết
Tuổi: 22
Thái Lan rất tốt bụng, vui vẻ, hoà đồng, rất thích ăn món Pad Thai (hay Phat Thai, một món xào nổi tiếng ở nước Thái Lan). Cậu có thói quen nói "Ana" sau mỗi câu. Hiramuya thiết kế cậu dựa trên một người bạn Thái có thật của mình.
Thái Lan có mái tóc màu nâu sẫm được vuốt lên nhọn hoắt cùng với cặp kính hình chữ nhật. Anh cũng được Hiramuya mô tả trên blog là một người đàn ông trẻ tuổi điềm đạm, đẹp trai trong bộ quần áo trắng tạo ấn tượng mới mẻ. Khi bắt đầu nói, anh sẽ dùng từ "Um / Hm" và kết câu bằng kính ngữ rất lịch sự. Tự giới thiệu về mình, Thái Lan thường đề cập đến việc mình thích tự gọi mình là "jibun" (kiểu cũ,  trang trọng), trân trọng bạn bè và gia đình, đôi lúc hơi lơ đãng. Mỗi lần nấu ăn, món anh nấu sẽ rất ngọt hoặc rất cay nhưng vẫn rất ngon.  Lúc tập trung vào công việc thì cậu khác hẳn vẻ hiền lành bình thường, tài năng ngoại giao của anh rất khéo léo so với tính cách cử mình. Nhưng hầu hết thời gian của mình, Thái Lan có vẻ vô tư đến mức bất cẩn nhưng thật ra là một người cực kì đáng sợ, nhất là khi nổi giận. Trong cuộc gặp gỡ, Philippines đã nói về Thái Lan là xứ sở của những nụ cười nhưng thật ra là một người siêu "cơ bắp ", một con bạc giỏi và đáng sợ khi tức giận.
Thái Lan từng chiến đấu chống lại Anh, Pháp và theo trục Phát xít, cậu là một trong số ít quốc gia châu Á giữ được độc lập trong thế chiến thứ hai nhờ vào tài ngoại giao. Thời chiến tranh, cậu đã gửi đến trẻ em Nhật rất nhiều gạo và cả một con voi. Cậu có nuôi một con voi tên Toto, nó rất được Thái Lan yêu mến.
Cậu còn được các fan gọi với biệt danh "cá tráp biển" vì Thái Lan trong tiếng Nhật (タイ- tai) phát âm giống với 鯛 - tai (cá tráp biển)

### Philippines
Tên quốc gia: Cộng hòa Philippines 
Quốc kỳ:
Thủ đô:Manila
Ngôn ngữ : tiếng Filipino, tiếng Anh
Sinh nhật:chưa rõ
Quốc hoa: hoa Jasmine (hoa nhài)
Tên người: chưa có
Tuổi: Chưa biết
Philippines được mô tả là một quốc gia "tươi sáng và vui vẻ". Khi mới ra mắt, cậu có phong cách nói chuyện nhiệt tình, thân mật và không thích trang phục ngột ngạt, không đúng giờ, chào hỏi cứng nhắc và các chủ đề khó chịu.
Philippines có mái tóc màu nâu cắt ngang bên phải được vuốt sang một bên và đôi mắt màu tím. Cậu cũng mặc đồng phục hải quân màu trắng với hoa cài trên ngực. Cậu ấy thường được nhìn thấy mang theo một chiếc gậy tự sướng và có một con Tarsier tên Pien (Pien-kun)
Khi được công bố lần đầu tiên,  cậu không có tên mà được gọi là " Quốc gia thích tự sướng ".Cây gậy selfie của cậu là vật "bắt buộc phải có ". Trước khi xuất hiện chính thức đã có những giả thuyết của người hâm mộ nghi ngờ Philippines là người hầu gái phục vụ Tây Ban Nha trong tập 1 của Hetalia: Axis Powers . Một luồng ý kiến khách cho rằng bức vẽ của một nhân vật có tên 'Asia3' là của Philippines, tuy nhiên sau đó nó được tiết lộ là bản phác thảo của Việt Nam.

### Indonesia
Tên quốc gia : Cộng hòa Indonesia 
Quốc kỳ : 
Thủ đô :Jakarta
Ngôn ngữ :  tiếng Indonesia 
Quốc hoa :Jasminum sambac 
Sinh nhật :17/8
Tên người : chưa biết
Tuổi : Chưa biết
Indonesia có mái tóc nâu sẫm được vuốt sang bên phải và đôi mắt vàng. Anh ta mặc đồng phục cảnh sát Indonesia kaki ngắn tay với một bông hoa lan ở túi bên trái, quần nâu sẫm và găng tay trắng. Indonesia xuất hiện lần đầu tại chương 371 của Hetalia: World Stars. Anh được cho là một người thân thiện và thường hỏi  "bạn đang đi đâu vậy?"  như một sự bắt đầu của cuộc trò chuyện. Anh ta được coi là một người bình thường và không quen với những tình huống trang trọng.
Indonesia sợ ma và những nơi tăm tối . Trong Chap 373 anh đã tự thưởng mình một chiếc xe máy vì thành tích tăng trưởng kinh tế ngoạn mục của nước này, anh cho mọi người xem hình ảnh chiếc xe máy của mình trên chiếc điện thoại bị nứt màn hình khiến Philippines bảo anh nên thay điện thoại mới. 
Indonesia thích đồ ngọt giống như các nước ASEAN khác. Anh cũng được mô tả rằng thậm chí có những điều hoặc tình huống mà cậu ta cho là khó chịu, anh thường nói "tidak apa-apa!"  (không sao đâu!).
Nhiều năm trước khi thiết kế cuối cùng của anh ấy được phát hành, Himaruya đã tạo ra một bản phác thảo của hai nhân vật có vẻ là nữ với lá cờ Indonesia và Malaysia, tuy nhiên, Himaruya đã tiết lộ rằng bản phác thảo không phải là thiết kế chính mà là của một người mà anh ấy đã gặp ở đó.

### Singapore
Tên quốc gia : Cộng hòa Singapore 
Quốc kỳ : 
Thủ đô : Singapore 
Ngôn ngữ :  tiếng Anh , tiếng Mã Lai,  tiếng Trung,  tiếng Tamil
Quốc hoa :  hybird orchid 
Sinh nhật : 9/8
Tên người : chưa biết
Tuổi : Chưa biết
Singapore được mô tả là một quốc gia có nền văn hóa khác nhau trong từng khu vực do lịch sử của mình là một hải cảng.Cậu được coi là một người thời trang và thích dọn dẹp nhưng thực tế cậu ta có một căn phòng bừa bộn. Cậu có tinh thần mạnh mẽ đến không ngờ.  Trong một cuộc khảo sát thế giới, các quốc gia khác thấy cậu là người hiền lành và lịch sự, với nụ cười đẹp, trong khi Malaysia tò mò về tính cách của cậu đối với các quốc gia khác vì Singapore đối xử với Malaysia không tốt 
Singapore là một quốc gia thiên tài, người giỏi tạo ra các điểm tham quan ngắm cảnh và là một người sành ăn, người chế biến các món ăn phong cách thể hiện tất cả các nền văn hóa đa dạng của Singapore.  Bản thân cậu cũng tuyên bố rằng cậu có thể nhỏ con nhưng sở thích của cậu là tầm cỡ của thế giới.  Singapore cũng sở hữu những mặt hàng dễ thương như Merlion plushies và đặc biệt là sở hữu một cặp kính bánh tart dứa.
Vì Singapore là một quốc gia " phạt tiền ", cậu ấy sẽ phạt bạn vì vi phạm luật bất hợp pháp hoặc phạt để được an toàn ở Singapore.
Cậu được fan Đông Nam Á  cho là giống Boboiboy ( phim hoạt hình Malaysia)  do mái tóc đen highlight trắng. Cậu cũng là một người mẫu giỏi.

## Châu Âu

### NamÝ
Quốc gia đại diện: Cộng hoà Italia – Nam Ý
Quốc kỳ: 
Thủ đô: Roma
Ngôn ngữ: Tiếng Ý
Sinh nhật: 17/ 3 (ngày nước Ý thống nhất)
Quốc hoa: Cúc dại (daisy)
Tên người: Lovino Vargas (thường được gọi là Romano - dựa theo Roma - thủ đô nước Ý)
Tuổi: 20
Seiyuu: Daisuke Namikawa
Lovino là anh trai của Feliciano Vargas - Italia Veneziano (Bắc Ý), một người anh chẳng chịu thua em về khoảng "vô dụng" cùng tình yêu to lớn với pasta và gái đẹp, nhưng Lovino không được hoà nhã với đàn ông cho lắm. Lovino có mái tóc nâu đậm hơn so với cậu em, đôi mắt màu vàng mật ong (cũng giống cậu em) và cọng tóc xoăn đặc trưng nằm ở bên phải. Cậu thuộc dạng người hay làm mấy chuyện không cần thiết và KHÔNG THỂ làm được những điều đúng đắn. Rất khó đoán xem Lovino thật sự nghĩ gì về Feliciano, đôi khi cậu có vẻ là người rất thương em trai nên đâm ra ghét những kẻ chen vào giữa hai người (điển hình ở đây là Đức và Pháp), đôi khi cậu rất ghen tỵ với em vì ngay từ nhỏ cậu đã thua kém Feliciano về nhiều mặt, lại không được ông Đế quốc La Mã thương bằng.
Lovino ít khi nói năng đàng hoàng dù là cậu thật lòng có lo cho người khác thế nào đi nữa, đa số câu nói của cậu hay kèm theo "tên khốn" hay "đồ khốn" (mà đa phần là ám chỉ Antonio - Tây Ban Nha). Cậu cũng gọi Ludwig - Đức, là tên nghiện khoai tây biến thái. Ngoài ra, Lovino còn rất thích cà chua do ảnh hưởng từ Tây Ban Nha, cậu cũng hay khiêu khích Ludwig nhưng chẳng khi nào thành công.
Khi còn nhỏ, Lovino được Antonio - Tây Ban Nha (Tây Ban Nha) nuôi dạy, kì lạ ở chỗ dù không bị nhầm là con gái như em mình thì cậu vẫn (bị Antonio cho) mặc đồ hầu gái. Antonio rất lo lắng cho Lovino dù cậu hay làm hỏng việc nhà và cũng không dễ thương như anh mong đợi, do anh đã quá nuông chiều nên khi lớn lên Lovino vẫn dựa dẫm vào anh. Cũng nhờ Antonio mà đôi khi Lovio trở nên mạnh một cách bất ngờ, từng dám "một mình chống mafia" để bảo vệ, giúp đỡ Tây Ban Nha khi Antonio bị ốm (trong Hetalia, mỗi khi nhân vật nào bị ốm có nghĩa là họ đang suy thoái hoặc có vấn đề về chính trị hay kinh tế, ốm nặng thì nghĩa là họ bị khủng hoảng cực kì nặng nề.)

### Tây Ban Nha
Tên quốc gia: Vương quốc Tây Ban Nha (Tây Ban Nha)
Quốc kỳ: 
Thủ đô: Madrid
Ngôn ngữ: Tiếng Tây Ban Nha
Sinh nhật: 12/ 10 (Quốc Khánh Tây Ban Nha)
Quốc hoa: Cẩm chướng
Tên người: Antonio Fernandez Carriedo
Tuổi: 25
Seiyuu: Inoue Go
Một anh chàng vui vẻ, lạc quan. Antonio từng là một siêu cường quốc cho đến khi bị Anh và Mĩ đánh bại, anh lại phải đối đầu với rất nhiều cuộc chiến tranh và đói nghèo, tuy vậy anh vẫn tràn trề yêu thương như ánh mặt trời ấm áp trên đất nước Tây Ban Nha. Đôi khi Antonio bị xem là ngài-bất-tài vì hay bị lạc đường và có tật dễ khóc, anh còn hay được fan "ưu ái" gọi là Nii-chan (anh trai) hoặc Anh-cà-chua-ngốc. Khi được giao quyền quản lý Romano, tức Lovino, anh rất mừng vì nghĩ rằng Chibiromano (Romano nhỏ) sẽ rất đáng yêu nhưng hiện thực có hơi khác. Tuy vậy, qua vài lần đòi trao đổi Chibiromano lấy Chibitalia với ngài Roderich (Áo) bất thành, Antonio vẫn yêu thương lo lắng cho Lovino, anh còn tỏ ra thích thú khi so sánh gương mặt đỏ bừng nóng giận của Lovino với loại rau quả yêu thích của mình: Cà chua.
Antonio chơi thân với Francis (Pháp), anh thậm chí từng là một trong Bad Touch Trio gồm ba nước Pháp, Phổ, Tây Ban Nha hợp thành. Thực tế, hai nước Tây Ban Nha và Pháp cũng có quan hệ khá tốt và thường hay chiến đấu cùng nhau. Một vài ghi chú của tác giả Himaruya rằng quan hệ bạn bè giữa hai người này không phải dựa trên cơ sở tự nguyện, nhưng cả hai vẫn chấp nhận. Francis có một con chim bồ câu tên Pierre chuyên dùng để liên lạc với Antonio.
Tây Ban Nha bị Áo xâm chiếm trước Chiến tranh Ý, nên họ được sắp xếp sống chung nhà. Cả hai vẫn đối xử tốt với nhau cho đến lúc Chiến tranh Kế vị Tây Ban Nha nổ ra. Sau đó, Tây Ban Nha được biết đến là đồng minh của Phổ và Pháp trong cuộc Chiến tranh Kế vị Áo. Theo những thông tin mới cập nhật của tác giả Himaruya, Antonio còn có một người anh em nữa là Bồ Đào Nha (Bồ Đào Nha), nhân vật này có ngoại hình rất giống anh, trừ việc để tóc dài hơn và có nốt ruồi dưới đuôi mắt trái.

### Bồ Đào Nha
Tên quốc gia: Cộng hòa Bồ Đào Nha
Quốc kì: 
Thủ đô: Lisbon
Ngôn ngữ: Tiếng Bồ Đào Nha
Sinh nhật: 5/ 10
Quốc hoa: Hoa oải hương
Tên người: Chưa rõ
Tuổi: Chưa rõ

### Áo
Tên quốc gia: Cộng hoà Áo (Áo)
Quốc kỳ: 
Thủ đô: Vienna
Ngôn ngữ: Tiếng Đức
Sinh nhật: 26/ 10
Quốc hoa: Hoa nhung tuyết
Tên người: Roderich Edelstein
Tuổi: 20 trở lên
Seiyuu: Sasanuma Akira, Kanada Aki (lúc trẻ)
Ngài quý tộc trẻ tuổi Roderich là dạng người lịch thiệp chỉn chu, một ông chủ trẻ yêu bánh ngọt và âm nhạc với cả trái tim. Ngài hay dùng âm nhạc thay lời nói và dùng nó biểu lộ cảm xúc của mình. Roderich cực kì bình thản và luôn giữ bình tĩnh trước mọi tình huống dù đôi khi rất dễ xấu hổ, theo vài thông tin cho thấy thì ngài thuộc dạng ít ra ngoài nên mỗi khi ra ngoài thường bị lạc, ngài còn sợ động vật biển (như cua và sao biển) nhưng trong anime có một đoạn ảo ảnh là ngài đang chơi piano ngay bờ biển mà bộ ba Đức, Ý, Nhật bị lạc.
Khi còn trẻ, Roderich rất nóng tính và nghiêm khắc, sẵn sàng dẫm đạp Chibitalia (Italia nhỏ, Feliciano) không thương tiếc nếu bé dám chống đối, nhưng dần dần tính tình Roderich thay đổi theo thời gian, ngài trở thành một con người điềm tĩnh như hiện tại. Từ lúc ngài nuôi Chibitalia cho đến lúc bé trở thành một thiếu niên và vỡ giọng thì ngài mới phát hiện ra bé là nam. Roderich từng có một thời gian ở nhờ nhà của Ludwig (Đức), vì tính Roderich rất tiết kiệm, không cho Ludwig hoang phí đồ đạc (chẳng hạn như quăng mất mấy cái quần đùi chỉ vì nó bị thủng một lỗ, ngài chắc chắn sẽ khâu lại và bắt anh mặc tiếp) nên khiến Ludwig tự dưng hết muốn về nhà mình dù anh vẫn chưa kết hôn. Câu nói thường trực của Roderich: "Obaka-san", tiếng Nhật nghĩa là "đồ ngốc".
Elizaveta (Hungary) là người yêu, người vợ cũ của Roderich, sau khi cuộc hôn nhân này tan vỡ, cả hai vẫn hứa là sẽ ủng hộ lẫn nhau. Khi còn bé, Roderich hay bị Elizaveta bắt nạt và luôn luôn làm Vash (Thuỵ Sĩ) bực mình, nhưng sau khi lớn lên, Elizaveta bị Roderich đánh bại nên chấp nhận làm người hầu cho ngài theo lệnh của Đế quốc La Mã Thần thánh (HRE). Về phần Thuỵ Sĩ và Áo, cả hai nước hiện nay đã xa cách nhau và Thuỵ Sĩ thường phủ nhận họ từng là bạn.

### Hungary
Tên quốc gia: Cộng hoà Hungary
Quốc kỳ: 
Thủ đô: Budapest
Ngôn ngữ: Tiếng Hungary
Sinh nhật: 8/ 6 (ngày "kết hôn" với Áo, không được tiết lộ ngày sinh thật)
Quốc hoa: Tulip
Tên người: Elizaveta Héderváry
Tuổi: Không rõ, khoảng 20
Seiyuu: Neya Michiko
Là nhân vật nữ đầu tiên xuất hiện và cũng là nhân vật nữ nổi bật nhất trong Hetalia. Elizaveta vừa là một cô gái xinh đẹp, thân thiện vừa là người chị đáng tin cậy của Chibitalia khi cả hai còn làm hầu gái cho Roderich (Áo). Ấy vậy mà khi cô còn bé thì hoàn toàn khác hẳn: Cực kì hiếu động, thích cưỡi ngựa, đam mê kiếm pháp và chiến đấu như một hiệp sĩ thực thụ, thậm chí cô vẫn nghĩ mình là con trai cho đến khi bước vào tuổi dậy thì. Một điều khiến cho Elizaveta trở thành một nhân vật nữ nổi bật nhất, là Fujoshi (người phụ nữ ham mê yaoi và shounen-ai), nhưng cô hay phủ nhận điều đó và bảo sở thích của mình chỉ là chụp ảnh mà thôi (đa phần là chụp những... tấm ảnh nóng của Roderich). Elizaveta còn có một vũ khí rất đặc biệt đó là cái chảo có cán. Cô thường hay dùng chảo để đập những kẻ làm tổn hại đến người yêu và cũng là chồng cũ của cô – Roderich, người thường xuyên bị Elizabeta đập nhất chính là Gilbert (Phổ). Roderich và Elizaveta từng tiến tới hôn nhân và cô trở thành một người vợ kiêm đồng minh đắc lực cho Roderich vào những năm tháng chiến tranh, điển hình là cuộc "Chiến tranh 7 năm" ở châu Âu (1756 - 1763). Cuộc chiến xảy ra giữa một bên là liên minh Pháp, Áo, Hungary, Nga (đồng minh của họ là Tây Ban Nha, Bồ Đào Nha, Thụy Điển, Sachsen) với Phổ (đồng minh là Anh). Vì vậy, nó còn gọi là cuộc Chiến tranh 7 năm của Anh – Pháp. Roderich và Elizaveta vẫn rất gần gũi đến tận bây giờ, khi Hungary đã tách khỏi Áo, trở về làm một đất nước độc lập.
Gilbert (Prussia - Phổ) và Elizaveta là bạn từ nhỏ, cả hai khá thân nhau nhưng khi lớn lên cô lại ghét Gilbert cực kì, bởi Gilbert hay gây rối cho Roderich. Một vài ghi chú về Elizaveta kể rằng Magyar là tổ tiên của cô, ngoài ra, cô rất ghét những nước Rumani, Mông Cổ và Thổ Nhĩ Kỳ vì khi còn còn nhỏ cô thường bị họ bắt nạt, trong đó ghét nhất là Rumani, cả hai người giống như chó với mèo vậy. Elizaveta ghét người Rumani tới mức đặt tên cho mấy con cún của mình theo tên họ.

### Phổ
Tên quốc gia: Vương quốc Phổ, Cộng hòa Dân chủ Đức (Đông Đức)
Quốc kỳ: 
Thủ đô: Berlin
Ngôn ngữ: Tiếng Đức
Sinh nhật: 18/ 1 (ngày vương quốc Phổ ra đời: 18/ 1/ 1701)
Quốc hoa: Centaurea
Tên người: Gilbert Beilschmidt
Tuổi: 20
Seiyuu: Kousaka Atsushi
Gilbert là anh trai của Ludwig - Đức, đại diện cho nước Phổ cũ và Đông Đức sau này. Anh hay diện bộ quân phục Đức màu xanh dương đậm (gọi là "Màu xanh Phổ" - Prussian Blue) và đeo Thập tự Sắt trên cổ. Tính tình của anh không bao giờ chín chắn, trưởng thành được một phần như Ludwig, vóc dáng anh cũng nhỏ và gầy hơn. Sinh cùng thời với nước Áo, nhưng Gilbert lại thuộc dạng Hooligan thích đánh nhau, tuyệt nhiên không muốn kết hôn (trong fandom, đám cưới duy nhất anh chấp nhận là với em trai mình - theo cách gọi lịch sử, đây là "đám cưới của nước Phổ cũ và nước Đức mới"). Gilbert được kể là rất hay đi chiếm "phần quan trọng" (vital region) của quốc gia khác. Anh khá hiếu chiến, luôn làm mọi thứ để trở nên mạnh mẽ hơn và luôn tin rằng mình là tuyệt nhất. Cá tính này rất được các fan của Gilbert ngưỡng mộ, yêu mến. Nhưng ẩn sâu trong tính cách thô lỗ, ngang tàng đó, Gilbert là 1 người đúng giờ, kiên trì, kỉ luật và siêng năng.
Lúc nào Gilbert cũng tỏ ra kiêu ngạo, vênh váo, háo thắng kiểu con nít, rất hay dùng từ "Awesome me" (Ta tuyệt vời!) hoặc "Awesome" và bảo là thích ở một mình. Thực chất anh lại là kẻ sợ cô đơn và sẽ vừa cười vừa khóc nếu thấy mình bị bỏ rơi, điển hình là vụ anh cười ra nước mắt khi thấy Elizaveta cùng Roderich đi chơi Giáng Sinh ở mẩu chuyện Christmas Rampage 2007. Gilbert tự xưng Ore-sama (tiếng Nhật tạm dịch: Ngài đây), sở thích khác của anh là cập nhật Blog, anh là nhân vật duy nhất có blog riêng trong Hetalia, chưa kể hàng ngàn cuốn nhật ký bí mật trong kho của anh từ hồi còn nhỏ. Gilbert trung thành với chủ nhân của mình và cực kì yêu quý Frederich II (Friedrich Đại đế), người mà anh hay gọi thân mật là "Ông già Fritz" / "Lão Fritz". Dù ông mất đã lâu nhưng anh vẫn rất buồn mỗi khi nhớ về ông. Gilbert tin là Friedrich II đang quan sát anh trên thiên đường và luôn tự hào về anh. Thật sự Gilbert chỉ được tác giả Hiramuya đặt làm đại diện cho nước Phổ, nhưng sau đó lại có nhiều sự trùng hợp, như anh gọi em trai mình là "West" - "Tây" và thù ghét Ivan của Liên bang Nga do bị Nga chiếm làm thuộc địa, khiến hai anh em bị chia cắt. Điều này càng làm nhiều fan đặt anh làm đại diện luôn cho Đông Đức.
Gilbert xem Francis (Pháp) là kẻ thua cuộc, quan hệ không tốt với Roderich (Áo) và luôn tìm cách phá rối ngài, nhưng anh lại xem Feliciano (Italia) như em trai và rất yêu thương Ludwig. Anh đã từng giúp Alfred F. Jones huấn luyện quân đội để đánh thắng Arthur trong cuộc chiến giành độc lập Hoa Kỳ. Alfred phải công nhận Gilbert là một thầy giáo nghiêm khắc và chương trình huấn luyện của anh vô cùng khắt khe.
Gilbert có một chú chim bé xinh màu vàng đậu trên đầu hoặc trên vai (mà anh chẳng hề để ý đến điều này). Con chim thường được fan gọi là Gilbird. Một tấm phác thảo của tác giả Hiramuya cho thấy nếu Gilbert vuốt ngược tóc lên sẽ trông y hệt Ludwig.

### Belarus
Tên quốc gia: Cộng hoà Belarus
Quốc kỳ: 
Thủ đô: Minsk
Ngôn ngữ: Tiếng Nga
Sinh nhật: 25/ 8
Quốc hoa: Hoa lanh (Flax)
Tên người: Natalia Arlovskaya
Tuổi: 19
Seiyuu: Takano Urara
Một cô gái cá tính và mạnh mẽ về cả thể chất lẫn tinh thần, em gái của Ivan (Nga) và Ukraine. Natalia rất yêu anh trai của mình, đến mức lúc nào cũng doạ Ivan chết khiếp với điệp khúc: "Cưới em đi! Cưới đi, cưới đi, cưới!!..." Cô là nhân vật duy nhất có thể khiến cho một nước lớn như Nga phải vừa sợ vừa khóc tức tưởi. Trong Hetalia, có lẽ nụ cười duy nhất của Natalia là một nụ cười đáng sợ khi cô bẻ gãy "vật chia cách em và Nii-san" (tức là cái cửa) để cưỡng hôn Ivan. Cũng vì quá yêu Ivan nên cô sử dụng tiếng Nga như một ngôn ngữ chính thức. Cô ghen tỵ với bất cứ ai "thân thiết" với anh trai mình, thậm chí cô còn không để ý gì mấy đến chị gái Ukraine. Sau khi độc lập như các nước khác của liên bang, Belarus đã quay lại với Nga. Liên Bang Xô Viết sụp đổ, Natalia lại trở thành em gái kết nghĩa của Alfred - Mỹ, tuy nhiên khó ai mà đoán được "cô em gái" này sẽ làm gì ông anh mới, kẻ thù không đội trời chung của nước Nga. Trong những cập nhật gần đây trên blog của Himaruya, đã tiết lộ rằng Natalia yêu thích những điều huyền bí, sở thích là đọc báo Pravda (Sự Thật) của Liên Xô, Raivis Galante (Latvia) cho biết gần đây cô còn có hứng thú với nhạc rock.
Natalia luôn mang theo một con dao nhỏ bên mình, nhiều comic viết rằng đó là vật mà Ivan đã tặng cho cô. Cô hay dí dao vào cổ những ai làm cô bực mình hay để uy hiếp người khác phải nghe lời Ivan (trường hợp điển hình là Latvia ở Hội nghị thượng đỉnh thế giới, tập 1 anime Hetalia) Có một điều ta không thể ngờ tới, là khi Hiramuya định thiết kế nhân vật Belarus, cô lại là một người yếu đuối và hay ngượng, đeo băng đô thay vì nơ, chứ không phải mẫu người như hiện nay.

### Ukraina
Tên quốc gia: Cộng hòa Ukraine (còn gọi là Ukraina)
Quốc kỳ: 
Thủ đô: Kiev
Ngôn ngữ: Tiếng Ukraina
Sinh nhật: 24/ 8 (ngày độc lập khỏi liên bang Xô Viết)
Quốc hoa: Hoa hướng dương
Tên người: Katyusha Braginskaya (do fan đặt)
Tuổi: 28
Seiyuu: Masuda Yuki
Là chị ruột của hai nước Nga và Belarus, người luôn luôn bị vướng vào những rắc rối, trong đó có rắc rối do mình tạo ra. Ukraine có một tấm lòng bao la và... một bộ ngực lớn nhất trong series Hetalia, đến nỗi mỗi khi di chuyển nó đều phát ra tiếng "Boing-Boing...". Bộ ngực quá khổ đại diện cho những cánh đồng rộng lớn và tình hình nông nghiệp của đất nước Ukraina. Chị thường cầm theo một chiếc chĩa, theo như lời Ivan kể: "Chị ấy làm việc trên đồng cả ngày."
Ukraine rất thương hai em, chính chị là người đã tặng Ivan chiếc khoăng choàng cổ khi họ còn bé. Tuy nhiên, sau ngày độc lập, chị bị cấp trên cấm nói chuyện với em trai nên rất buồn. Vì phải đối mặt với tình hình kinh tế thấp, chị thường quỵt tiền mỗi khi Ivan đến thu phí dầu, gas. Điều đó càng làm Ukraine buồn hơn nữa. Ngoài ra, Ukraine rất dễ khóc, cảnh chị vừa chạy khỏi Ivan vừa khóc nức nở trong anime khiến nhiều khán giả tắt loa vì âm thanh quá chói tai. Trong một tập anime "Hetalia: The Beautiful World", khi Ivan (Nga) lúc nhỏ bị bắt nạt và hỏi Ukraine là tại sao không ai chịu lắng nghe mình, chị đã khuyên Ivan: "Hãy cho họ xem ngực của em!" Ivan cảm thấy lời khuyên đó thật vô dụng và chẳng hay ho chút nào.
Chị vẫn chưa được đặt "tên người" chính thức nhưng một số fan gọi chị là Yekaterina "Katyusha" Braginskaya, vì Katyusha và Yekaterina trong tiếng Nga có nghĩa là "băng đô" và "hoả tiễn". Katyusha, tiếng Việt hay phát âm thành "Kachiusa", cũng chính là tên gọi thân mật của những thiếu nữ Liên Xô cũ và thiếu nữ Nga nói chung. Gần đây tác giả Himaruya cũng nghĩ về việc đặt cho Ukraine một cái tên, có thể sẽ là Irunya Chernenko hoặc Maria.

### Thụy Sĩ
Tên quốc gia: Liên bang Thụy Sĩ (Thụy Sĩ)
Quốc kỳ: 
Thủ đô: Bern
Ngôn ngữ: Tiếng Đức, Pháp, Ý, tiếng Latinh
Sinh nhật: 1/ 8
Quốc hoa: Hoa nhung tuyết
Tên người: Vash Zwingli
Tuổi: 18
Seiyuu: Romi Paku
Vash được miêu tả như một người ghét phiền phức, một quốc gia trung lập yêu thích bình yên như những dòng sông băng trên mảnh đất quê mình. Tuy Vash luôn muốn được yên ổn và hoà bình luôn ngự trị ở quốc gia này hàng trăm năm qua, nhưng mặt khác, Thụy Sĩ là quốc gia có tỉ lệ sở hữu súng nhiều nhất thế giới và có sức mạnh quân sự cao nhất. Vì lẽ đó, ngoại trừ tính tiết kiệm, Vash cũng hay mang súng theo mình, sẵn sàng đem mấy tên muốn giở trò bậy bạ với cậu ra làm bia tập bắn.
Lần xuất hiện đầu tiên của Vash khiến khán giả dễ ấn tượng vì cậu mang theo cả súng săn vào phòng họp Hội nghị thượng đỉnh thế giới. Trong mẩu chuyện France and the Olympian Romance, cậu đã cứu vớt sự "trong trắng" của Arthur (Anh) khỏi tay anh chàng Francis (Pháp) bằng tài thiện xạ của mình (có lẽ ở hội Olympic lần đó cậu thi bắn súng). Điểm đặc biệt nhất ở Vash là cậu chỉ cười trong lúc ngủ.
Vash thường khuyên Kiku (Nhật Bản) nên có chính kiến hơn với một vẻ mặt bất mãn. Nhưng mỗi khi Kiku nhìn cậu thì anh lại liên tưởng đến cao nguyên thơ mộng, cô gái Thụy Sĩ xinh đẹp vui vẻ (phiên bản Vash mặc váy) cùng cuộc sống hạnh phúc nơi trang trại. Có thể do Thuỵ Sĩ có ngành công nghiệp sản xuất sữa và chế biến các vật phẩm từ sữa rất cao (như các hãng chocolate sữa nổi tiếng thế giới), hơn nữa tên "Vash" trong tiếng Pháp có nghĩa là "Vache" - "bò sữa". Vash có một cô em gái nuôi tên là Liechtenstein, người mà cậu đã đem về chăm nom sau khi đất nước cô bị diệt vong, dù tình hình nhà cậu khi ấy chẳng khá hơn. Cả hai anh em từ đó tới nay cực kì thân thiết. Dần dần, Liechtenstein đã khôi phục lại được đất nước nhưng cô quá nhỏ và yếu ớt nên vẫn cần được Vash che chở. Vash luôn cố hết sức bảo vệ, chăm sóc Liechtenstein, nhưng mỗi khi như vậy cậu lại nhớ lại những ký ức hồi bé với Roderich mà cậu chẳng hề muốn nhớ.
Vì có rất nhiều ngôn ngữ khác nhau ở Thụy Sĩ nên tác giả Hiramuya ghi chú rằng Vash nói giọng pha lẫn tiếng Pháp với tiếng Đức, cậu thích ăn pho mát và xúc xích. Ngoài ra, cậu có nuôi ba con dê tên là Eiger, Jungfrau và Mönch, dựa theo tên những ngọn núi nổi tiếng ở Thụy Sĩ.

### Liechtenstein
Tên quốc gia: Công quốc Liechtenstein
Quốc kỳ: 
Thủ đô: Vaduz
Ngôn ngữ: Tiếng Đức
Quốc hoa: Bách hợp vàng (Lily)
Sinh nhật: 12/ 7
Tên người: Lily Zwingli (do các fan đặt)
Tuổi: Chưa rõ, xét theo hình dáng thì khoảng 12-14 tuổi.
Seiyuu: Kugimiya Rie
Một thiếu nữ lịch sự, nhỏ nhắn, xinh xắn được Vash (Thụy Sĩ) bảo vệ. Liechtenstein là nhân vật nữ nhỏ tuổi và dịu dàng nhất so với tất cả các nhân vật nữ đã xuất hiện trong Hetalia đến thời điểm hiện tại, cô bé suy nghĩ rất chín chắn và có sự khiêm tốn hệt như người trưởng thành. Cô yêu quý Vash, gọi cậu là Onii-sama ("anh trai" trong tiếng Nhật). "Nếu Onii-sama hạnh phúc thì em cũng sẽ hạnh phúc" - một câu nói rất dễ thương đủ để khẳng định cô yêu quý anh trai đến chừng nào, cô luôn cố gắng để trở nên mạnh mẽ giống anh trai mình. Trước đây cô có hai bím tóc dài, nhưng sau đó đã cắt ngắn đi vì cô nghĩ như vậy trông mình sẽ giống anh trai hơn.
Cái tên Liechtenstein nghĩa là "viên đá ánh sáng", một quốc gia bé nhỏ nằm giữa Áo và Thụy Sĩ với dân số chỉ khoảng 30000 người. Ban đầu, Liechtenstein thuộc quyền của các quý tộc Áo, sau đó lại bị Đức cai trị. Đất nước này được trao trả tự do khi liên bang Đức li khai tự trị. Công Quốc Liechtenstein không có quân đội, lại là một trong những nước nhỏ nhất ở châu Âu nên hầu như luôn phải dựa vào sự che chở của Thụy Sĩ.
Vòng một của Liechtenstein là nhỏ nhất trong các nhân vật nữ, lại kèm theo mái tóc vàng cắt ngắn cùng bộ quân phục khiến cô bé dễ bị nhầm thành con trai. Vash đã mua cho cô bé một dải ruy băng để tránh việc cô bị nhầm giới tính. Liechtenstein thường không thể kìm lòng trước những thứ dễ thương, mỗi khi thấy cái gì đó dễ thương là mặt cô lại đỏ lên. Cô cũng rất khéo tay và thường tự may đồ cho mình lẫn anh trai vào ban đêm, một số kiệt tác của cô là bộ quân phục Thuỵ Sĩ, bộ Pyjama màu hồng phấn (vốn dĩ là của cô) mà cô tặng nhầm cho Vash.
Cô chưa được đặt "tên người", nhưng một số fan gọi cô là Lily – dựa theo quốc hoa của Công Quốc Liechtenstein, vì cô y như một đoá bách hợp dịu dàng thanh khiết. Còn về họ thì cô thường được đặt theo họ của anh trai Vash, là "Zwingli", tuy nhiên ý kiến này vẫn bị một số lượng fan khác bác bỏ vì thực tế 2/3 dân số của Công Quốc này thuộc Công giáo, nên cô sẽ không lấy họ của một nhà cải cách Đạo Tin Lành. Trước khi tác giả Hiramuya đặt cho cô một cái tên thực sự thì cuộc tranh luận vẫn còn tiếp diễn. Theo thông tin cập nhật trên blog của Himaruya, Liechtenstein được dự định đặt tên người là Erica/ Erika, Sisia, Elise hoặc Eva, còn họ sẽ là Vogel.

### Ba Lan
Tên quốc gia: Cộng hoà Ba Lan (Ba Lan)
Quốc kỳ: 
Thủ đô: Warsaw
Ngôn ngữ: Tiếng Ba Lan
Quốc hoa: Păng-xê (hoa bướm)
Sinh nhật: 22/ 7 trong anime, 11/ 11 trong manga
Tên người: Feliks Łukasiewicz
Tuổi: 19
Seiyuu: Tanaka Kazutada
Nếu như đại diện Hungary từng được tác giả dự định là nam thì Feliks, đại diện Ba Lan cũng đã từng được thiết kế là nữ, nhưng sau đó được đổi thành một cậu con trai thích cross dress (mặc quần áo của nữ nhưng bản thân là nam), thường hay được gọi là "Valley-Girl" (thiếu nữ thung lũng). Ba Lan từng là một quốc gia hùng mạnh có khả năng kiểm soát toàn bộ châu Âu cùng với Litva trong thời Trung Cổ, nhưng sau đó thì bị ba cường quốc Phổ, Áo, Nga chia cắt và bị sáp nhập với Nga một thời gian. Feliks không hề thích vụ này nên mỗi khi nhớ lại cậu đều bực mình. Cậu mắc bệnh sợ người lạ nhưng với người thân thì trở nên rất vui vẻ và hoà đồng, thậm chí còn hơi bắt nạt. Một mẩu chuỵên về cậu và Felieciano (Italia) đã kể rằng hai người là bạn thân, họ quen nhau khi còn nhỏ và bảo rằng một ngày nào đó sẽ độc lập cùng nhau. Nhìn chung, Feliks là một chàng trai vui vẻ, mạnh mẽ nhưng có phần ích kỷ bốc đồng, khiến cho các quốc gia khác dễ dàng lợi dụng điểm yếu này của cậu.
Felik và Toris (Lithuania) là đôi bạn rất thân thiết, trước đây họ từng là một quốc gia thống nhất nhưng sau đó Ivan (Nga) đã đến xâm chiếm họ, bắt Toris về làm thuộc địa. Cậu hay gọi Lithuania là "Liet" (rút gọn từ Lietuva, tên khác của nước Lithuania). Đôi khi cậu hơi áp đặt cộng sự của mình làm cho Lithuania nổi nóng và bảo rằng không muốn ở cùng với cậu nữa, nhưng cậu bảo rằng cậu không quan tâm xem Toris có ghét mình hay không, vì dù có chuyện gì xảy ra đi nữa cậu vẫn thích Toris. Tuy vậy, một  lần chính Feliks phải thở dài mà nghĩ: "Có một phần nào đó về Lithuania mà mình không biết". Đó là lúc cậu nhìn trộm Toris tắm, trông thấy tấm lưng đầy vết roi của Toris - dấu vết một thời làm thuộc địa cho nước Nga.

### Sealand
Tên quốc gia: Công Quốc Sealand
Quốc kỳ:  Sealand
Thủ đô: Không có
Ngôn ngữ: Tiếng Anh
Quốc hoa: Chưa có
Sinh nhật: 2/ 9
Tên người: Peter Kirkland
Tuổi: 12
Seiyuu: Ai Orikasa
Sealand, có nghĩa "vùng đất của biển", là đất nước nhỏ nhất thế giới với mật độ dân số chỉ 4 người trên 207 mét vuông. Peter Kirkland được tạo ra từtính hay quên của Arthur (Anh Quốc). Cậuvốn chỉ là một pháo đài phòng ngự trên biển được Anh xây dựng năm 1944, nhưng sau đó lại bị quên béng đi mất. Thế là một "quốc gia" tự tuyên bố độc lập ra đời. Tuy nhiên, Liên Hợp Quốc cũng như nước Anh, cho đến nay vẫn không công nhận Sealand. Điều này khiến cho Peter cực kì bất mãn. Dù sao đi nữa, không thể phủ nhận Peter như một phiên bản thu nhỏ của Arthur với cặp lông mày rậm và tính ương bướng y hệt anh. Trải qua nhiều lần thương đau như "pháo đài" bị cháy, thủng, dột và bị Arthur lôi về cho bằng được, Peter vẫn rất kiên trì và không bao giờ từ bỏ ý nguyện trở thành một quốc gia chân chính. Cậu hay làm nhiều cách rất trẻ con để được mọi người công nhận (như cải trang thành Matthews - Canada để tham dự vào cuộc họp G8). Cậu khăng khăng rằng rồi sẽ có ngày "tên Anh đó" phải cúi đầu quy phục cậu. Theo Peter, pháo đài của cậu được "làm" bằng thép và có thể bắn cả "Rocket Punch" (hỏa tiễn) nên cậu tin rằng mình rất mạnh mẽ. Khi nói cậu thường kết thúc câu với "desu yo".
Cậu và Raivis Galante (Latvia) là bạn thân, cả hai đều là những quốc gia nhỏ bé và luôn bị lệ thuộc. Raivis thường cố cư xử như một người anh lớn của Peter, dù là đôi khi cậu cũng bảo muốn có một người anh ngầu như anh Arthur của Peter.
Sau một lần "tự bán mình" trên eBay, Peter đã trở thành "con trai nuôi" của Bernald Oxenstierna (Thụy Điển) - người duy nhất chịu ra giá mua cậu về. Từ đó, Sealand được bảo hộ bởi hai nước là Thụy Điển và Phần Lan, hai người được các fan coi như cha mẹ của Peter, nhờ đó mà cậu vẫn có thể tồn tại đến bây giờ. Vài lần Berwald đã làm một cái hộp các tông ghi bên ngoài là "England", trùm lên người Peter. Hình ảnh này "nổi tiếng" đến mức trong Hetalia Trading Card series, ngoài tấm card chính của mình là Sealand thì còn có một tấm card nữa vẽ hình cậu ngồi ôm gối trong hộp với chú thích: ???

### Hà Lan
Tên quốc gia: Vương quốc Hà Lan (Hà Lan)
Quốc kì: 
Thủ đô: Amsterdam
Ngôn ngữ: Tiếng Hà Lan, tiếng Frysk
Quốc hoa: Tulip
Sinh nhật: Không rõ
Tên người: Chưa có
Tuổi: Tầm trên 20
Seiyuu: Nobuya Mine, Hiroki Yasumoto (trong đoạn anime đầy tiếng cười tà tâm ở tập 39)
Hà Lan xuất hiện khá sớm trong Hetalia với tư cách một quốc gia giấu mặt, từng tham gia tranh giành vùng Bắc Mỹ (Tân thế giới) với Anh, Pháp và các đế quốc khác. Mãi đến World Cup 2010, tác giả Himaruya mới cho biết mặt thật của anh: Một chàng trai mạnh mẽ, hấp dẫn với mái tóc vàng vuốt keo dựng lên, trán có vết sẹo nhỏ. Hà Lan từng tranh giành danh hiệu "đất nước hoa Tulip" với Thổ Nhĩ Kỳ, cũng là quốc gia phương Tây đầu tiên đến Nhật Bản vào thời đại Tokugawa. Anh rất thích các bé gái xinh xắn (Lolita-complex hay lolicon) và không nghi ngờ gì khi sử dụng những loại thuốc ám muội không rõ nguồn gốc. Ngoài ra, một strip manga của Hetalia cho thấy Hà Lan đã từng hút cần sa, ám chỉ sự phê phán về vấn đề cần sa và ma túy ở Amsterdam. Trong truyện, anh liên tục xuất hiện khi đang hút thuốc với một ống tẩu kiểu Nhật Bản thời xưa và quàng khăn sọc đen trắng (hoặc sọc xanh dương và trắng). Anh còn nuôi một con thỏ giống "Nijntje" (Miffy trong tiếng Anh, đây là loại thỏ nổi tiếng ở Hà Lan). Hà Lan là anh trai của Belgium (Bỉ), tuy nhiên hai anh em đã trở nên xích mích từ khi hai nước phải chịu sự kiểm soát của Tây Ban Nha. Đó là lý do vì sao anh cực kì ghét Antonio, gặp hắn là chỉ muốn đập. Sau khi độc lập, anh chiến đấu chống lại cả em gái và Antonio trong Chiến tranh giành độc lập Hà Lan và Chiến tranh 8 năm. Sau đó, anh cũng cố hòa giải với Bỉ và mong là cả hai sẽ gộp chung lại thành Vương Quốc Hà Lan. Nhưng do sự khác biệt quá lớn không thể dung hòa, Hà Lan phát triển hơn trong thương mại và chịu ảnh hưởng của Đạo Tin Lành Anh quốc; Bỉ thì phát triển về mặt nông nghiệp và chịu ảnh hưởng từ Công giáo Pháp, nên mọi sự đã không thành và Bỉ tự mình thành lập quốc gia riêng.
Theo series "Hetalia: The Beautiful World", thời niên thiếu của Hà Lan rất vất vả và nghèo khổ, trong khi em gái anh là Bỉ lại giàu có. Vì vậy khi lớn lên, Hà Lan trở thành một người tiết kiệm tới mức keo kiệt, giỏi kinh doanh và biết tận dụng cơ hội kiếm tiền mọi lúc mọi nơi, phương châm của anh là "Tiền làm chủ thế giới" và "Mọi thứ trên đời đều xoay quanh tiền."
Tên người dự định mà tác giả dành cho Hà Lan là Tim, Govert, Abel và Mogens.

### Bỉ
Tên quốc gia: Vương quốc Bỉ (Bỉ)
Quốc kì: 
Thủ đô: Brussel
Ngôn ngữ: Tiếng Hà Lan, tiếng Pháp, tiếng Đức
Quốc hoa: Tulip
Sinh nhật: 19/4 (do fan đặt ra)
Tên người: Chưa có
Tuổi: Khoảng 17-19
Seiyuu: Eriko Nakamura
Sau lần xuất hiện tại một cảnh duy nhất trong "Meeting Of The World" của tập 1 anime, cuối cùng Bỉ cũng chính thức xuất hiện tại strip "Netherlands and Japan’s Isolation" và tập 94 trong anime, Bỉ cũng đã được xuất hiện trong một tập "Hetalia: The Beautiful World". Đây là đất nước nổi tiếng nhất về món bánh quế. Bỉ là em gái của Hà Lan và là chị em của Luxembourg, cô khá xinh đẹp với mái tóc vàng dài ngang vai được cột băng đô. Cô được miêu tả như một người chị vui vẻ và không thích ồn ào. Ghi chú của tác giả Hiramuya cho biết cô nói giọng Shiga (phương ngữ vùng Shiga, Nhật Bản), tác giả cũng đề cập rằng Belgium có cá tính giống như một tsukkomi (dạng nhân vật thường nói những điều ngốc nghếch), thường xuyên bị các anh chị em của mình xoay như chong chóng. Trong phần giới thiệu nhân vật, Bỉ là: "Một chị gái siêng năng, tử tế, nhanh nhảu và thân thiện! Mặc dù hình tượng về cô rất nổi bật nhưng cô ăn vận khá giản dị và dễ nhận ra!" Theo một bản dịch khác thì "Chị gái này vui vẻ và tốt bụng lắm, nhưng rất hiếu kì đó. Và mỗi khi điên lên thì rất dễ sợ." Fan thế giới thường gọi cô gái này là Bel (viết tắt của Belgium). Các tên người như Laura, Emma, Anri, Manon là những tên mà tác giả định chọn làm tên người cho Bỉ.

### Romania
Tên quốc gia: Romania (Rumani)
Quốc kì: 
Thủ đô: Bucharest
Ngôn ngữ: Tiếng Romania
Quốc hoa: Nhung Tuyết, Hồng Roi hoặc Tầm xuân
Sinh nhật: 1/12
Tên người: Không có
Tuổi: Không rõ, nhưng cùng trang lứa với Hungary
Romania xuất hiện chính thức trong vol 4 của manga Hetalia. Anh có màu tóc nâu nhạt và đôi mắt nâu đỏ, đội trên đầu một cái mũ nhỏ và đặc biệt là có răng nanh giống ma cà rồng (do Romania là đất nước của bá tước Dracula). Romania xung khắc rất mạnh mẽ với Hungary và họ thường xuyên gây gổ nhau. Trong phiên bản "Gakuen Hetalia" (Học viện Hetalia), anh ở trong câu lạc bộ Phép thuật, chuyên cùng Arthur (Anh quốc) thi triển mấy thứ bùa chú hắc ám. Romania có một người em trai là Cộng hòa Moldova

### Bulgaria
Tên quốc gia:  Cộng hòa Bulgaria(Bungari)
Quốc kì:  
Thủ đô:Sofia
Ngôn ngữ:Tiếng Bulgaria
Quốc hoa:  Hoa hồng
Sinh nhật:3/3
Tên người: Không có
Tuổi: 27
Seiyuu: Inoue Go
Bulgaria chính thức xuất hiện từ vol 1 và ep 27 của Hetalia:Axis powers.Anh có màu tóc nâu và màu mắt xanh lá.Bulgaria và Romania được cho là bạn thân.Họ xuất hiện cùng lúc trong sự kiện Halloween 2011,Halloween 2013 và Giáng sinh 2011.Anh là thành viên của Phát xít nhưng anh luôn muốn đánh bại Cộng hòa Ý bằng một cây gậy.Anh khá yên tỉnh trừ khi ở cùng với người thân.Đồng phục của anh được thể hiện bằng màu xám xanh trong anime.Anh giống như nhân vật Eren trong anime Attack on Titan và đã được vẽ trong một chiếc áo khoác của Quân đoàn Khảo sát vì điều này

## Các quốc giaBắc Âu(Nordic country)
Vùng đất nổi tiếng với thần thoại Bắc Âu và truyền thuyết về cướp biển-chiến binh Viking.

### Na Uy
Tên quốc gia: Vương quốc Na Uy (Na Uy)
Quốc kỳ: 
Thủ đô: Oslo
Ngôn ngữ: Tiếng Na Uy
Sinh nhật: 17/ 5
Quốc hoa: Các loại hoa thuộc họ Heather/ Ericaceae (Tiêu biểu hoa thuộc chi Calluna, Erica, Cassiope)
Tên người: Lukas Bondevik (tên do fan đặt)
Tuổi: Chưa rõ, nhưng cùng tuổi với Đan Mạch (khoảng 20 tuổi)
Seiyuu: Masami Iwasaki
Na Uy là một con người bí ẩn, ít nói và ít biểu lộ tình cảm, sống tách biệt khỏi thế giới xung quanh, cực kì khép kín với người lạ. Khi xuất hiện, bên cạnh anh thường có một người khổng lồ ( Troll - nhân vật nổi tiếng trong thần thoại Bắc Âu) hoặc tiên nữ đi cùng. Anh còn có khả năng tiếp xúc với nhiều sinh vật siêu nhiên giống như Arthur (Anh quốc). Trong Hetalia Fantasia 2, khi Na Uy và Đan Mạch hợp lại thành một nhóm, tình cờ gặp Ludwig (Đức) và Kiku (Nhật Bản), anh thừa nhận họ bị lạc chứ không phải đang trên đường hoàn thành nhiệm vụ như Đan Mạch nói, từ đó cho thấy là anh khá trung thực. Puffin - chim hải âu rụt cổ cưng của Iceland, gọi anh là "snarky guy" (anh chàng khó chịu).
Na Uy là bạn thời thơ ấu của Đan Mạch. Đan Mạch nghĩ họ gần gũi như những người bạn thân nhất, vì thế anh không nhận ra được những lời châm chọc, nói móc của Na Uy. Na Uy luôn đeo trên tóc một chiếc kẹp nhỏ hình thập giá màu trắng, nhiều giả thiết của fan cho rằng nó là món quà Đan Mạch tặng Na Uy hồi nhỏ. Na Uy rất thân với Iceland, cậu là em trai và là người vô cùng quan trọng với anh. Iceland cũng coi Na Uy như quê hương, nơi mà trái tim cậu thật sự thuộc về. Sau này truyện tiết lộ Na Uy và Iceland thật sự là anh em ruột, trong lịch sử, vùng Iceland đã được phát hiện bởi người Na Uy. Tuy vậy Iceland vẫn khó chịu và xấu hổ khi Na Uy khăng khăng đòi cậu gọi anh là "onii-chan" (anh trai).
Trong những bài viết trên blog gần đây, Himaruya đã tuyên bố những cái tên dự định cho Na Uy bao gồm Lukas Bondevik, Børre Thomassen, Bjørn, Kjetil, Knut, và Sigurd. Bondevik và Thomassen có khả năng là họ của anh.

### Đan Mạch
Tên quốc gia: Vương quốc Đan Mạch (Đan Mạch)
Quốc kỳ: 
Thủ đô: Copenhagen
Ngôn ngữ: Tiếng Đan Mạch
Sinh nhật: 5/ 6
Quốc hoa: Hoa súng
Tên người: Mathias Køhler (tên fan đặt)
Tuổi: Không rõ, tầm trên 20.
Seiyuu: Hiroshi Shimozaki
Đan Mạch một con người đầy sức sống, mạnh mẽ và hài hước, rất cứng đầu và không giỏi tiếp thu ý kiến của người khác. Kết quả, Đan Mạch bị mang tiếng là kẻ thích sai khiến, hống hách và ưa đòi hỏi đến độ chuyện hòa thuận với anh là rất khó. Tác giả Himaruya nói lúc Đan Mạch xuất hiện trong truyện anh sẽ để lại một ấn tượng đáng sợ. Đan Mạch tự phong cho mình là "Vua của vùng Bắc Âu", trong anime, nhân vật này nói với phương ngữ vùng Ibaraki. Anh cũng là một kẻ ghiền rượu hạng nặng.
Là anh cả của vùng Bắc Âu và lớn tuổi nhất, Đan Mạch đã một tay nuôi nấng các thành viên non trẻ khác nên "người". Nhưng sau này, không chịu nổi thói hách dịch thích sai khiến người khác của anh, Berwald (Thụy Điển) đã nổi dậy li khai, dẫn theo Tino (Phần Lan) - người đã mệt mỏi vì bị bao quanh bởi nhiều quốc gia hùng mạnh và muốn được tự do. Bên cạnh Đan Mạch chỉ còn có Na Uy, người mà anh cho là "bạn thân nhất" và Iceland, em của Na Uy. Đan Mạch hoàn toàn không có ý thức về sự thẳng thừng của Na Uy và những câu nói châm chọc của cậu ta.
Trong những bài viết trên blog gần đây của tác giả, tên của Đan Mạch có thể là Andersen, Christensen, Arnesen, Simon Densen, Abel, Mikkel, Magnus, và Bertram. Densen có khả năng là họ của anh.

### Phần Lan
Tên quốc gia: Cộng hòa Phần Lan (Phần Lan)
Quốc kỳ: 
Thủ đô: Helsinki
Ngôn ngữ: Tiếng Phần Lan, tiếng Thụy Điển
Sinh nhật: 6/ 12 (ngày Phần Lan giành được độc lập khỏi đế quốc Nga năm 1917)
Quốc hoa: Lan chuông
Tên ngưởi: Tino Väinämöinen (Tino Vainamainen)
Tuổi: 20
Seiyuu: Takahiro Mizushima
Tino được miêu tả là một người giản dị, dịu dàng, chân thật và trưởng thành. Cậu rất hay nói chuyện, đặc biệt là lúc ở quanh Berwald (Thụy Điển), mục đích để làm nhẹ đi bầu không khí "nặng nề". Tino thích nghĩ ra những lễ hội thú vị và kì lạ mà không quốc gia nào khác có thể tưởng tượng tới, và thực sự thích vị của món salmiakki. Cậu cũng rất thích tắm hơi (sauna) và những chú Moomins (nhân vật hoạt hình của Phần Lan). Trong câu chuyện kể về chuyến đi lạc trên một hòn đảo nhiệt đới của phe Trục phát xít và phe Đồng minh, Tino từng xuất hiện trong bộ đồ ông già Noel, cưỡi xe tuần lộc bay qua, phát quà cho mọi người. Điều này lý giải việc Phần Lan được coi là quê hương của ông già Noel.
Trước khi giành được độc lập, Tino đã quen với việc làm người hầu cho kẻ khác. Trong 5 quốc gia Bắc Âu, cậu là người đã chịu đựng gian khổ nhiều nhất trong cuộc đời: Bị các cường quốc xâm lược, nhòm ngó, nhất là nước Nga luôn nhăm nhe bờ cõi, thậm chí từng có thời Phần Lan trở thành một phần của đế quốc Nga. Tuy tên của cậu là "Tino" trong katakana, một số fan vẫn gọi cậu bằng một cái tên thường dùng ở Phần Lan là Timo, vì tên Tino rất hiếm khi được dùng ở đất nước này. Họ Väinämöinen của cậu có vẻ đã được lấy cảm hứng từ một nhân vật cổ tích Phần Lan cùng tên, nhân vật được cho là một vị thần.
Tino sống chung với Berwald sau khi hai người thoát khỏi sự thống trị của Đan Mạch. Dù Berwald nhiều lần gọi cậu là "vợ", Tino vẫn luôn luôn bác bỏ điều đó. Hai người cùng nuôi một chú chó nhỏ tên là Hanatamago. Lúc đầu, Tino rất sợ Berwald nhưng sau một thời gian đã có thiện cảm với anh. Họ và Peter Kirkland (Sealand) trông thực sự giống một gia đình hạnh phúc.(theo như fan nói thì đây là một "gia đình kiểu mẫu": 1 vợ 1 chồng,1 con và 1 chó)

### Thụy Điển
Tên quốc gia: Vương quốc Thụy Điển (Thụy Điển)
Quốc kỳ: 
Thủ đô: Stockholm
Ngôn ngữ: Tiếng Thụy Điển
Sinh nhật: 6/ 6
Quốc hoa: Không có, ở các tỉnh có từng loại hoa riêng.
Tên người: Berwald Oxenstierna
Tuổi: 21
Seiyuu: Keikou Sakai
Thời trung cổ, Berwald từng là một Viking và được mệnh danh "Kẻ chinh phạt vùng Biển Bắc", giờ anh đã trở thành quốc gia trung lập, giống như Áo và Thụy Sĩ. Anh thuộc mẫu người trầm tính, im lặng đến khó hiểu, sự lầm lì này được cho là vì anh sinh ra ở một khu vực giá lạnh quanh năm. Thật ra anh khá hiền lành, tốt bụng nhưng bản chất tốt luôn bị vẻ mặt đáng sợ của anh lấn át mất. Berwald rất yêu thương Tino Väinämöinen (Phần Lan), luôn coi Tino là "vợ" của mình, tác giả Himaruya từng công nhận Berwald là một người đồng tính, và chỉ có duy nhất một người lọt vào "mắt xanh" của anh: Tino. Tino thường gọi anh theo kiểu thân mật là Su-san (Sve trong bản tiếng Anh). Anh có hứng thú với nghệ thuật, thích tự tay làm các vật dụng trong nhà. Theo nhiều nguồn tin, món cá trích đóng hộp Surströmming của anh có thể xem là vũ khí chết người. Trong anime, Berwald nói phương ngữ vùng Tohoku, thỉnh thoảng có pha chút tiếng cằn nhằn và khi nói thì bị nuốt chữ. Berwald là một trong những nhân vật cao nhất Hetalia với chiều cao 1 mét 82.
Mặc dù là người trầm lặng, nhưng anh lại có sự quan tâm đặc biệt đến các cuộc tranh luận và cãi vã.

### Iceland
Tên quốc gia: Cộng hòa Iceland
Quốc kỳ: 
Thủ đô: Reykjavík
Sinh nhật: 17/ 6
Ngôn ngữ: Tiếng Iceland
Quốc hoa: Dryas octopetala
Tên người: Chưa có
Tuổi: 16 - 17
Seiyuu: Ayumu Asakura
Iceland có vẻ ngoài khá lạnh lùng và điềm tĩnh, nhưng thật ra sâu thẳm trong tâm hồn, cậu là người ấm áp và nồng nhiệt (nghĩa thật: nóng tính). Do những vấn đề kinh tế gần đây, Ivan (Nga) đang giúp đỡ cậu. Tuy được Ivan đối xử tử tế, Iceland không khỏi cảm thấy hồ nghi. Cậu rất xấu hổ và khó chịu khi những nước Bắc Âu khác cứ quấy rầy và muốn cậu gọi Na Uy là "Onii-chan" (anh hai). Iceland nói thà bắt nguồn từ những bộ lạc bản địa còn hơn làm em trai của Na Uy. Iceland rất thích cam thảo và suối nước nóng. Với những gì liên quan đến Puffin, hải âu cổ rụt và là thú nuôi của Iceland, cậu xem chừng rất dễ nổi cáu.
Cậu gặp Sealand lần đầu tiên khi cậu bé ấy đang cố gắng tự bán mình trên EBay, nhưng Iceland lại không hiểu ý của Sealand khi cậu bé muốn trở thành bạn của cậu vì những điểm chung của họ (và cả khi Sealand muốn được cậu gọi là "senpai" - tiền bối.)
Theo tác giả Himaruya, Iceland thường không thoải mái với giọng địa phương khá nặng của mình. Ngôn ngữ nước Iceland rất khó hiểu nên cậu chọn nói chuyện bằng tiếng Anh khi có thể. Trong những bài đăng blog của tác giả gần đây, những cái tên dự định cho Iceland bao gồm Emil Steilsson, Sigurður, Eiríkur, và Egill.

## Vùng biển Baltic
"Baltic Nations" chỉ các quốc gia nằm ở vùng biển Baltic (biển Ban Tích). Mặc dù ba nhân vật này hay được nhắc đến như là anh em, song sự thật họ hoàn toàn không phải là anh em ruột thịt cũng như chưa bao giờ coi nhau là người thân trong nhà, điều này đã thể hiện trong cả manga và anime. Những năm thế chiến, ba nước vùng Baltic nằm trong 15 nước liên bang Xô Viết nhưng sau đó đã tách ra, riêng có Latvia là không tài nào cắt đứt được với Nga.

### Estonia
Tên quốc gia: Cộng hoà Estonia
Quốc kỳ: 
Thủ đô: Tallinn
Ngôn ngữ: Estonian
Quốc hoa: Xa cúc lam
Sinh nhật: 24/ 2
Tên người: Eduard von Bock
Tuổi: 17
Seiyuu: Kousaka Atsushi
Là người lớn thứ hai trong "anh em Baltic", Eduard được tác giả khắc hoạ là một nhân vật luôn luôn có vẻ ngoài và cách cư xử vô cùng kiểu mẫu "trí thức". Ngoài mặt, Eduard lúc nào cũng bình tĩnh, logic và quyết đoán. Cậu luôn dùng đầu óc để giải quyết các vấn đề phức tạp và được xem là người may mắn nhất trong 3 "anh em" (mặc dù xét theo phương diện lịch sử thì lại là một chuyện khác). Eduard đặc biệt khá về mảng IT. Thậm chí cậu ấy còn từng làm hẳn một bộ phim khá là rùm beng, đem quảng cáo cả trên blog của Gilbert (Phổ), mặc dù về sau bị Alfred (Mỹ) phá hết cả. Và Eduard có mối quan hệ tốt với hầu hết tất cả các quốc gia.
Cả hai từ Eduard và von Bock trong "tên người" của Estonia đều lấy từ tiếng Đức, mặc dù Eduard cũng là một cái tên nam giới phổ biến của các quốc gia vùng Baltic, Nga, Slavic và Catalonia. Himaruya đã lấy chính mình làm hình mẫu để phác hoạ nên nhân vật Estonia, tác giả hay đùa rằng Eduard là nhân vật nam ngầu nhất trong tất cả nhân vật nam Hetalia mà anh từng vẽ.

### Lithuania
Tên quốc gia: Cộng hoà Litva (Lithuania)
Quốc kỳ: 
Thủ đô: Vilnius
Ngôn ngữ: Tiếng Litva
Quốc hoa: Cửu lý hương
Sinh nhật: 16/ 2 (ngày độc lập khỏi Liên Xô)
Tên người: Tolys Laurinaitis
Tuổi: 19
Seiyuu: Takeuchi Ken
Là người lớn tuổi nhất trong cả ba nước, Tolys - Lithuania và Ba Lan từng nắm giữ vùng Trung Đông châu Âu thời Trung Cổ cho tới khi bị Ivan (Nga) thôn tính. Sau khi Liên Xô sụp đổ, Lithuania đã giành được độc lập và khôi phục lại đất nước như những quốc gia Đông Âu khác (Estonia, Latvia, Ba Lan, Hungary...). Hai nước Baltic khác là Estonia và Latvia rất quý mến, tôn trọng Lithuania nhưng Lithuania lại thân với Ba Lan hơn cả. Ngày còn trẻ, Lithuania là một quốc gia khá hùng mạnh, liên minh Ba Lan - Lithuania đã từng hùng cứ châu Âu, đánh bại cả hiệp sĩ Teuton (tiền thân của Prussia), tiếc thay liên minh này bị Đế quốc Nga đánh bại. Ivan đã bắt Toris về làm thuộc địa suốt một thời gian dài, từ đó cậu trở nên yếu ớt, nhút nhát hơn.
Tác giả Himaruya từng tiết lộ rằng Tolys thuộc cung Bảo Bình, cậu là người hướng nội, chăm chỉ, tốt bụng nên dễ bị người khác chèn ép, lợi dụng. Cậu thường đè nén cảm xúc hơi quá đà đến độ mắc cả bệnh dạ dày. Tolys thích võ thuật và văn thơ, lúc còn ở trong Liên bang Xô Viết, công việc chính của cậu là bàn giấy. Nước Lithuania từng bị Nga thôn tính, vì lẽ đó Tolys rất sợ Ivan và Ivan rất thích bắt nạt cậu. Mặc khác, Tolys thầm yêu Natalia (Belarus) - cô em bất trị của Ivan, mặc dù cậu biết rằng tình cảm của mình sẽ vô vọng bởi trong mắt Natalia chỉ có mình anh trai cô ấy mà thôi. Ngược với Ivan, Tolys lại có mối quan hệ đặc biệt tốt với Alfred (Mĩ) và cả người bạn ngoài hành tinh Tony của anh. Cậu từng nói khoảng thời gian làm việc cho Alfred thật sự là thiên đường, điều này đã làm cho Arthur (Anh) rất ngạc nhiên và có một chút ghen tị. Tuy nhiên sau cuộc đại khủng hoảng kinh tế thế giới (năm 1929 - nước Mĩ là thủ phạm), cậu lại phải đau đớn trở về với Ivan. Nhưng vào ngày sinh nhật 4/7 của Alfred, Tolys vẫn đến chúc mừng.
Tolys và Feliks (Ba Lan) có mối quan hệ thân thiết từ rất lâu mặc dù Feliks là người khá ích kỉ, bồng bột. Feliks hay gọi tắt Lithuania là "Liet"(rút gọn từ Lietuva-tên khác của Lithuania) và thường bảo vệ cậu khỏi bị Ivan bắt nạt.

### Latvia
Tên quốc gia: Cộng hoà Latvia
Quốc kỳ: 
Thủ đô: Riga
Ngôn ngữ chính thức: Tiếng Latvia
Sinh nhật: 18/ 11
Quốc hoa: Pipene
Tên người: Raivis Galantes
Tuổi: 15
Seiyuu: Kugimiya Rie (trong Drama CD) và Tanaka Kazutada (trong anime)
Là người nhỏ nhất trong cả ba, Raivis là một cậu bé khá mít ướt, luôn run lẩy bẫy mỗi lần gặp Ivan của nước Nga, bởi cậu đã sớm phải trải qua rất nhiều điều bất hạnh trong đời. Cậu luôn bị Ivan - người mà cậu luôn cố hết sức để cắt đứt quan hệ mà không thể - lôi đi khắp nơi. Trong ba nước vùng Baltic chỉ có mỗi Latvia là dám nói chuyện với Nga (mặc dù kết quả lần nào cũng khá tệ). Raivis rất thích thơ và tiểu thuyết lãng mạn. Nhìn cậu trẻ con nhưng cũng có tửu lượng không vừa. Cậu cũng rất thân thiết với Peter Kirkland (đại diện cho nước Sealand), có lẽ là bởi cả hai có khá nhiều điểm tương đồng: cùng là quốc gia nhỏ phải phụ thuộc vào nước khác và không được đối xử một cách nghiêm túc.

## VùngĐịa Trung Hải

### Thổ Nhĩ Kỳ
Tên quốc gia: Cộng hoà Thổ Nhĩ Kỳ (Turkey)
Quốc kỳ: 
Thủ đô: Ankara
Ngôn ngữ: Tiếng Thổ Nhĩ Kỳ
Sinh nhật: 29/ 10
Quốc hoa: Tulip
Tên người: Sadik Adnan
Tuổi: Không rõ
Seiyuu:Takahiro Fujimoto, Hanmei Okina (trong "Hetalia Fantasia")
Một người đàn ông trung niên đầy hào hứng và mạnh mẽ, tuy chưa được tiết lộ về tuổi tác nhưng Sadik là một trong những người cao tuổi nhất Hetalia. Ông được gọi là Đế chế Ottoman khi còn trẻ, một thời là quốc gia bá chủ với lực lượng quân đội hùng hậu. Sadik từng có ý định chinh phục cả châu Âu, lịch sử cũng cho thấy toàn thể châu Âu rất e ngại Thổ Nhĩ Kỳ. Nhưng hiện tại, Sadik đang nghĩ đến việc kết bạn với các nước châu Âu. Kẻ thù dai dẳng nhất của ông là Ivan (Nga), do liên tục xảy ra xung đột qua những cuộc Chiến tranh Nga-Thổ Nhĩ Kỳ.
Sadik rất thích Honda Kiku (Nhật Bản), đổi lại cậu cũng rất tôn trọng ông, dù đôi khi ông còn bực mình vì thấy cậu thân thiết với Heracles Karpusi (Hy Lạp). Trong một strip về ngày cá tháng tư của Himaruya, Sadik từng đe doạ Francis (Pháp) rằng nếu dám động đến Kiku, ông sẽ xử anh.
Tuy lúc nào cũng hớn hở và vui vẻ nhưng do tính cứng đầu khó đổi, Sadik thường xuyên tranh chấp gây lộn vì những điều nhỏ nhặt nhất (đặc biệt là với Heracles), gần đây ông còn mắc thêm bệnh tò mò nữa. Thích tự chứng tỏ mình, Sadik tự hào rằng ông luôn cập nhật những điều mới mẻ và những thị hiếu thời trang mới nhất, rất nghênh đón khách du lịch, là một người sành ăn luôn thích ăn thử những món mới mỗi ngày. Ông cũng rất thích ăn đồ ngọt như món Ashure, thường mang theo bên mình một chai nước ép táo để dùng mỗi khi nghỉ ngơi, khi uống cà phê thì cho rất nhiều đường.
Trong anime, ông dùng giọng phương ngữ vùng Edo. Đặc điểm nổi bật nhất của Sadik là ông luôn luôn đeo mặt nạ.

### Hy Lạp
Tên quốc gia: Cộng hòa Hy Lạp (Hy Lạp)
Quốc kỳ: 
Thủ đô: Athen
Ngôn ngữ: Tiếng Hy Lạp
Sinh nhật: 25/ 3
Quốc hoa: Nguyệt quế
Tên người: Heracles Karpusi
Tuổi: 27
Seiyuu: Atsushi Kousaka, Kishô Taniyama (trong "Hetalia Fantasia"), Ciaou Sasaki (trong "Flower Of Iris")
Heracles thuộc típ người nghiêm túc nhưng bề ngoài lại là dạng rất vô tư, chậm rãi và không chú ý đến sự đời, thường xuất hiện cùng với những chú mèo - vì số lượng mèo hoang ở Hy Lạp rất nhiều. Anh thích ngủ và hay ở trạng thái lờ đờ. Lần xuất hiện đầu tiên ở hội nghị thượng đỉnh thế giới, trong khi các nước Anh, Pháp đánh nhau chí choé, Heracles chỉ làm một việc duy nhất: Ngủ. Tuy trông ngờ nghệch và thụ động nhưng anh rất có hứng thú về lịch sử, triết học và nhiều thứ khác. Người ta đồn rằng chỉ cần đào bới ở sân sau nhà anh thôi là phát hiện ra ngay rất nhiều di tích cổ và những thứ mà mẹ anh - Hy Lạp cổ đại - đã để lại.
Ngoài ra, anh rất thoáng về vấn đề tình dục, thậm chí khi Arthur (Anh) và Francis (Pháp) thi nhau cãi vã về việc ai đã tạo ra bao cao su và "đổ lỗi" cho Heracles, anh đã thú thật là mình... thậm chí còn không dùng nó. Anh với Kiku (Nhật Bản) có một mối quan hệ rất tốt, cả hai đều thuộc típ người nhàn nhã, yêu mèo, thích sự yên tĩnh. Ngược lại, anh thường xuyên gây lộn với Sadik Adnan (Thổ Nhĩ Kỳ), cả hai gặp nhau ở đâu là cãi nhau ngay tại đó. Cái tên Heracles của anh lấy từ nhân vật dũng sĩ nổi tiếng Heracles (Hercules) trong thần thoại Hy Lạp.

### Ai Cập
Tên quốc gia: Cộng hòa Ả Rập Ai Cập (Ai Cập)
Quốc kỳ: 
Thủ đô: Cairo
Ngôn ngữ: Tiếng Ả Rập
Sinh nhật: 28/ 2
Quốc hoa: Hoa sen
Tên người: Gupta Muhammad Hassan
Tuổi: Không rõ
Seiyuu: Hiroki Takahashi
Một cậu trai nhỏ nhắn, ít nói và bí hiểm, có phần cứng đầu. Thật ra Gupta rất thân thiện và trân trọng gia đình mình. Mẹ của cậu - Ai Cập cổ đại - từng là người tình của Đế quốc La Mã (ông của hai anh em Italia). Gupta xuất hiện lần đầu tiên khi Feliciano (Italia) đòi xâm chiếm cậu, nhưng rốt cuộc Feliciano mới là người bị cậu cầm gậy đập tới tấp. Lần xuất hiện tiếp là trong strip mừng Giáng Sinh - khi Francis (Pháp) lên cơn đi sàm sỡ tất cả các quốc gia, tất cả những gì Gupta làm là mở miệng ra hỏi anh có muốn mua quà lưu niệm không. Ngoài ra, Gupta có nuôi một con chó săn Ai Cập màu đen.